# Gerhard Oesten
Gerhard Oesten (ur. 12 maja 1947 w Lubece) – niemiecki naukowiec, specjalista w zakresie ekonomiki rolnictwa, od 2005 członek zagraniczny PAN.
W 2007 został uhonorowany doktoratem honoris causa SGGW.